# フロム・サーティー
株式会社フロム・サーティー（英称：from30）は、企業の新規事業立ち上げを支援する、プロモーション＆マーケティング会社である。
化粧品「ミラクルスパイス」などの事業をグループ内でも行っている。

## 会社概要
- 1987年7月設立
- 代表取締役：西原一天（出家している）
- 社員数：4名

## 会社所在地
- 本社
〒141-0022 東京都品川区東五反田一丁目7－11　アイオス五反田アネックス

- 京都センター
〒612-0803 京都府京都市伏見区深草車阪町15-1